# Théâtre de Lunéville
Le Théâtre de Lunéville - La Méridienne est une salle de spectacle pluridisciplinaire située à Lunéville au 37, rue de Lorraine.

## Historique

### Théâtre de cour

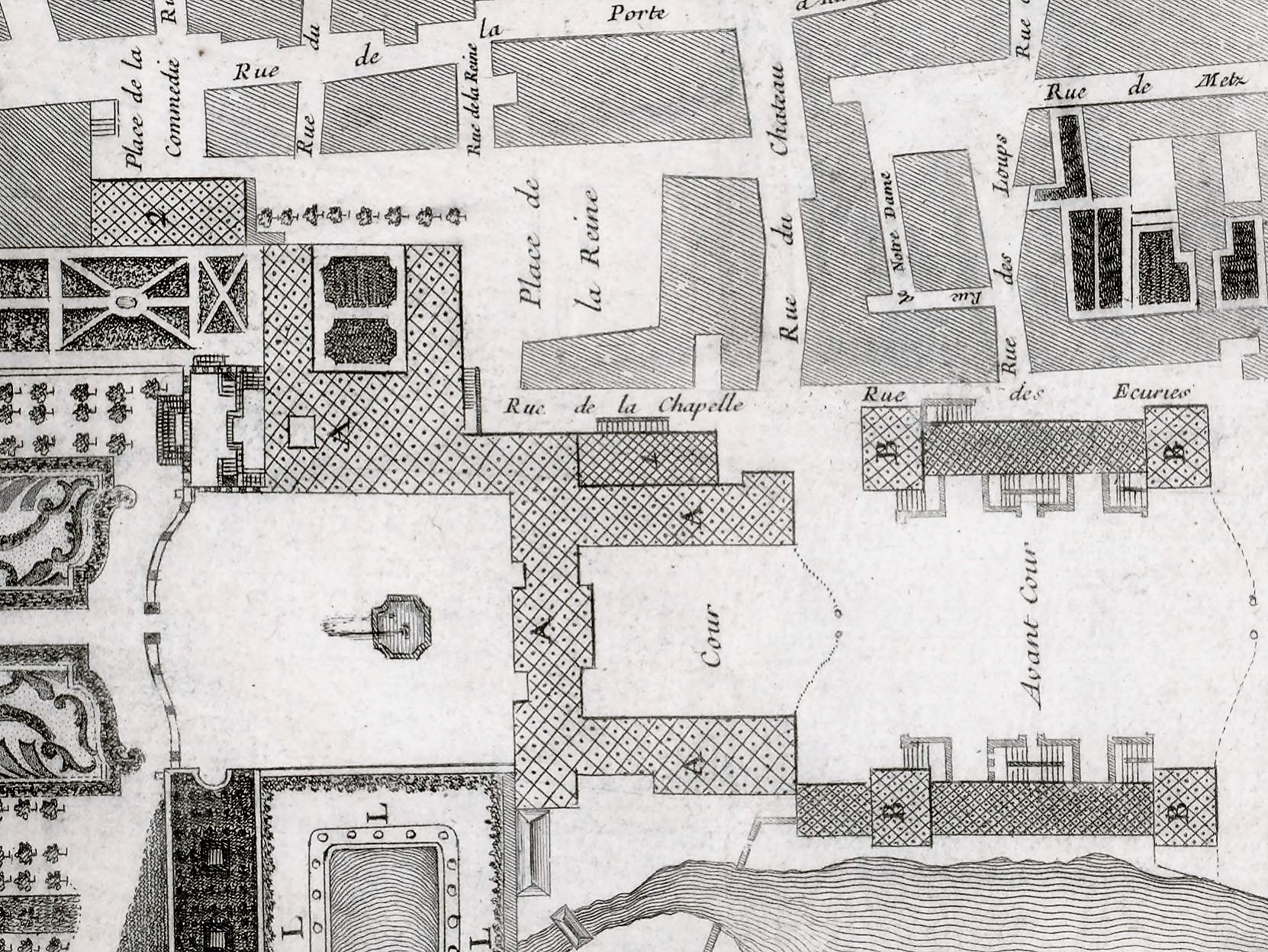
Plan du château de Lunéville avec la chapelle (1) et la salle de comédie (2)
Emmanuel Héré

Le château de Lunéville est considéré au XVIIIe siècle comme le « Versailles » lorrain. L'activité théâtrale pouvait se dérouler dans les bosquets des jardins du château sur des scènes démontables. La régente du duché de Lorraine, Élisabeth-Charlotte d'Orléans, a fait construire en 1733 une « salle de comédie » à proximité immédiate du château de Lunéville. Il était possible d'accéder des appartements ducaux du château à la salle par une galerie en équerre. 
La salle est avec parterre et orchestre, un balcon de premières loges et deux galeries portées par des colonnes.
En 1735, les décors créés par l'Italien Francesco Galli, dit Bibiena, réalisés pour l’Opéra de Nancy sont rapportés à Lunéville. Les loges et ce qui reste des décors de l'Opéra de Nancy sont transportés à Lunéville au printemps 1738.
Sous le règne de Stanislas Leszczynski, roi détrôné de Pologne et duc de Lorraine, le théâtre devient une des distractions favorites de la cour. Les gentilshommes et les dames d'honneur se plaisent à paraître sur scène. Voltaire y a joué la comédie avec d’autres courtisans. Une de ses pièces La Femme qui a Raison a été créée à Lunéville en 1749 lors d’une fête en l’honneur du monarque polonais.

### Théâtre de ville
La mort du roi, en 1766, marque la fin du théâtre de cour. La salle de comédie devient un bâtiment communal. Le château est occupé par l'armée dès le 13 novembre 1766.
Pendant la Révolution, la Société populaire de Lunéville y a tenu plusieurs séances avant de s'installer dans la chapelle du château. En 1801, un conflit éclate entre l'armée et la municipalité concernant la propriété du théâtre. En 1807, le gouvernement donne la jouissance du théâtre au Bureau de Charité. En 1821, la municipalité a acheté le théâtre au Bureau de Charité pour 600 francs.

### Théâtre municipal (1829-1908)
Depuis la mort de Stanislas, peu de travaux ont été faits sur le théâtre qui s'est détérioré. En 1829, la municipalité confie le projet de reconstruire dans le caractère convenable le théâtre au jeune architecte nancéien Charles-François Chatelain. La salle est diminuée en longueur pour créer un vestibule surmonté d'un grand foyer qui peut être utilisé comme salle de bal. La distribution intérieure reste celle de l'ancienne salle de comédie. Des baignoires sont aménagées de chaque côté du parterre. Le chantier confié à l'entrepreneur Prosper Mégrat avance lentement. Il n'est terminé qu'à la fin 1833. Il reste finalement peu de chose de l'ancienne salle qui continue à être appelée la « Bonbonnière à Stanislas ». 
L'incendie de l'Opéra-Comique de Paris, en 1887, a attiré l'attention sur la sécurité des théâtres. Sous la direction d'Henri Gutton sont installées des bouches à eau sous et sur la scène, une isolation de la scène et la transformation des portes.
Malgré ses précautions, un incendie se déclare le 18 octobre 1908, à 16 heures, pendant une séance de projection cinématographique. L'incendie est violent mais ne fait pas de victimes.

### Théâtre municipal à partir de 1911
Aussitôt la municipalité a décidé de construire un nouveau théâtre. Pour aller plus vite, elle ne fait pas de concours d'architecture et confie la direction du projet à Lucien Weissenburger, architecte de la ville. Dès 1905, il avait proposé un projet de restauration. Après sa désignation, il a proposé au conseil municipal quatre projets. Pour l'accès aux différents niveaux du théâtre, il a adopté une solution qui avait été choisie par Joseph Hornecker au Grand théâtre de Nancy après l'incendie de 1906 pour permettre une évacuation rapide vers l'extérieur. La disposition intérieure du théâtre reprend celle adoptée au Palais Garnier en 1862 en séparant la scène de la salle. Pour éviter un autre drame, l’architecte a prévu que l’ossature du bâtiment soit construite en béton armé et la couverture en métal. Ces matériaux ont été recouverts d’un placage en calcaire d’Euville et en savonnière. La coupole couvrant la salle a été décorée de fleurs peintes par Auguste Ramel. Les travaux sont réalisés à partir d'août 1909 et achevés fin 1910 par l'entrepreneur Henri Masson. Un nouveau jeu de décors est réalisé par Louis Guingot. 
La cérémonie de réception du nouveau théâtre se déroule le dimanche 2 avril 1911. Le gala d'ouverture a lieu le lendemain.
En 1911 et 1914, on représente au théâtre Carmen de Bizet,, Manon, Werther, Thaïs de Massenet, Lakmé de Léo Delibes, Mignon d'Ambroise Thomas, La traviata de Verdi, La Veuve joyeuse de Franz Lehar. Sarah Bernhardt est venu s'y produire dans La Dame aux camélias. On y représente L'Aiglon, Cyrano de Bergerac, ...

### Théâtre de Lunéville - La Méridienne
En 1998, Jean-Paul Agosti peint « Phœbus et Luna », œuvre monumentale de 130 m² (peinture et feuilles d’or sur toile marouflée), au plafond du hall central du théâtre de Lunéville, en collaboration avec l’architecte Guy Siefert et l’architecte-éclairagiste Yann Desforges. L’inspiration de l’œuvre est tirée de l’esprit du lieu consacré au théâtre, et de son emplacement entre ville et jardin. L’artiste s’inspire également des couleurs et du blason de la ville « D’or à la bande d’azur chargée de trois croissants d’argent », lui-même en référence au nom de la ville : Lune-Ville.
Le théâtre a pris le nom de La Méridienne en 2012. Il resta une scène conventionnée pour les écritures scéniques croisées jusqu'à 2020 où il deviendra Théâtre de Lunéville.